# Arturo Moya Grau
Arturo Moya Grau (Valparaíso, 2 de setembro de 1920—Santiago, 5 de julho de 1994) foi um escritor, dramaturgo e ator chileno.

## Filmografia

### Como escritor
- El rosario de plata (1969)
- El padre Gallo (1970)
- Dos mujeres y un hombre (1971)
- Rosario (1971) (basado en El rosario de plata).
- María José (1975)
- J.J. Juez (1975)
- Sol tardío (1976)
- La colorina (1977)
- La madrastra (1981)
- La señora (1982)
- La noche del cobarde (1983)
- La trampa (1985)
- La última cruz (1987)
- Miedo de amar (1991)

### Como ator
- El padre Gallo (1970) - Padre Gallo.
- J.J. Juez (1975) - El Pajarito.
- María José (1975) - Sergio.
- Sol tardío (1976) - El Pingüino.
- La colorina (1977) - El Pejerrey.
- La madrastra (1981) - Saturnino Diez Cabezas, El Langosta.
- La noche del cobarde (1983) - El Zorro.
- La trampa (1985) - El Gaviota.
- La última cruz (1987) - Loromiro Redondo, El Loro.